# Compagnie du chemin de fer du Franco-Suisse
Les Chemins de fer du Franco-Suisse étaient une compagnie de chemin de fer suisse qui contribué à la construction du réseau ferroviaire helvétique, antérieure à la nationalisation de 1902, fondée en 1854, qui a joué un rôle important pour élaborer un réseau ferroviaire en Suisse du nord-ouest. Elle a rejoint en 1889 le giron de la Compagnie du Jura-Simplon, qui mène jusqu'à la frontière italienne par le Tunnel du Simplon.

## Historique

### Fondation et construction
Dès 1830, la question des chemins de fer est aussi d'actualité en Suisse, mais affronte rencontre une vive opposition: le monde agricole y voit une possible baisse de prix de ses produits, en raison des importations facilitées par le train, tandis que voituriers, bateliers, éleveurs et marchands de chevaux, situés au cœur des routes de transit européenne, craignent la concurrence.
En 1846, la Compagnie des marchands de Neuchâtel procède, avec l'assentiment du Conseil d'État, à la nomination d’un "Comité de chemins de fer neuchâtelois", envoyé à Berne à une conférence chargée d'étudier la question d'un chemin de fer pour la Suisse occidentale. Mais les événements politiques de 1848 viennent retarder le processus.
Un comité est fondé en 1852 à Neuchâtel avec pour objectif d'établir une ligne de chemin de fer pour se connecter au réseau ferroviaire français, via Les Verrières et Dole, et continuer la ligne de Neuchâtel à Zurich. Le comité a contacté le Swiss Northern Railway (SNB) à Zurich. Un chemin de fer traversant le canton est alors perçu comme nécessaire à la conservation de la puissante industrie horlogère dans le pays. Les chemins de fer doivent permettre aux villes industrielles de La Chaux-de-Fonds et Le Locle de ne plus rester des villes perdues dans la montagne mais de servir de quartier général aux nombreux voyageurs de commerce liés à l'industrie horlogère.
Une commission est chargée d'étudier une voie reliant Salins, en France, à Olten, via le canton de Neuchâtel et déterminer les points de raccordement les meilleurs pour desservir les localités industrielles du canton, d'où le nom de "Jura industriel" qui est assez rapidement donné à ces projets, nourris par des débats très vifs et parfois mêmes virulents, les divergences de vue mettant en péril l'unité du canton. Le "Jura industriel" sera ensuite le nom de la ligne qui relie les localités horlogères de la Montagne.
Deux solutions sont présentées, toutes deux au départ de Pontarlier:
- la première passe par les Verrières , le Val-de-Travers et Neuchâtel avec raccordement aux Montagnes via les accès routiers traditionnels du Val-de-Travers et de Neuchâtel [2];
- la seconde dessert Morteau , le Col-des-Roches, Le Locle, La Chaux-de-Fonds, Saint-Imier, Bienne et rejoint la ligne Soleure-Zurich [2]

Deux concessions sont ratifiées par l'Assemblée fédérale en février 1854, l'année du décès de Fritz Courvoisier, promoteur du Jura-Industriel, qui a ouvert une souscription en faisant appel au sentiment patriotique. L'autre ligne, reliant Les Verrières, Neuchâtel ,
Thielle, sous le nom de Chemin de fer Franco-Suisse avait été lancée en décembre 1853.
Côté français, le réseau franc-comtois va se ramifier à partir de la ligne Dijon-Dole-Besançon: le tronçon Dijon-Dole est inauguré depuis 1855, la ligne Dole-Besançon depuis 1856 et celle de Besançon à Belfort depuis 1858. En 1855 avait aussi été fondée une compagnie de chemin de fer, soutenue par le Conseil Général du Doubs et par le conseil municipal de Besançon, pour réaliser deux lignes vers la Suisse, l'une par Pontarlier et Jougne et l'autre par Le Locle mais la Compagnie de l'Est et la Compagnie des chemins de fer de Paris à Lyon et à la Méditerranée ne furent pas ou peu intéressées par ces projets.
À Neuchatel, une concession est accordée le 16 juin 1855 à une « Compagnie neuchâteloise du chemin de fer par le Jura-Industriel », au capital de 1,4 million de francs. L'État verse une subvention de 3 millions de francs, grâce à un prêt de 2,5 millions de francs auprès des banques bâloises, pour assurer la moitié des 6 millions du coût total estimé pour la construction de la ligne, dont le tracé est plusieurs fois retouché. Le tronçon Le Locle-La Chaux-de-Fonds est mis en service le 2 juillet 1857, les gares des deux villes étant encore provisoires.
Le "Jura industriel" et ses régions horlogères sont dès leur ouverture un objet de curiosité qui attire plus de 1 100 voyageurs par jour, pour un tracé de seulement quelques kilomètres, mais une fois la curiosité consommée, la chute est brutale : près d’un tiers de voyageurs de moins, attractivité n’est plus assurée.
Concernant la liaison entre la France et Neuchâtel, le projet a d'abord échoué en raison de la résistance du canton de Neuchâtel. Avec le soutien de la Compagnie des chemins de fer de Paris à Lyon et à la Méditerranée, la société Franco-Suisse a été fondée le 2 avril 1856. Le PLM a contribué à hauteur de 40% au capital de 12 millions de francs.
Parallèlement, le 28 mai 1857, un incendie piège 52 ouvriers dans le chantier du Tunnel de Hausenstein sur la ligne en construction Bâle-Olten, censé permettre au rail suisse de franchir un premier obstacle naturel majeur, celui des reliefs du Jura. Les secours mettront huit jours à accéder au site et les 11 sauveteurs seront également tués.
Le 7 novembre 1859, la société a ouvert la ligne allant de Bienne à Vaumarcus, où la ligne de la Compagnie de l'Ouest Suisse (OS) d'Yverdon avait pris fin.
Concernant la ligne Neuchâtel-Pontarlier, qui relie la Suisse à la France, alors que le premier coup de pioche a été donné le 2 février 1856 à Combe Germain sur le territoire des Bayards, le 24 juillet 1860, le « Premier train d'honneur » quitte Neuchâtel à 8 h pour atteindre Pontarlier à 11 h 35. Les travaux d'art (ponts et tunnels) avaient été prévus assez larges dans l'optique de poser ultérieurement la double-voie.
Pontarlier est ainsi raccordée en 1860 aux Verrières et à Neuchâtel par la Compagnie Franco-Suisse qui veut aussi relier Paris en passant par Salins, terminus de la ligne en provenance de Paris. Le 1er août 1860, une loi fixe définitivement le tracé actuel de la ligne Mouchard-Pontarlier par Andelot, Boujailles et Frasne, dont la construction et l'exploitation sont confiées à la Compagnie des chemins de fer de Paris à Lyon et à la Méditerranée. Les travaux entre Mouchard et Pontarlier commencent en novembre 1860 : des gares, des viaducs et des tunnels sont construits à travers la forêt de La Joux.
En 1860, la Compagnie des chemins de fer de Paris à Lyon et à la Méditerranée exploite non seulement la ligne Pontarlier - Neuchâtel, mais encore celle du littoral neuchâtelois entre Yverdon et La Neuveville, au bord du Lac de Bienne. Le 6 novembre 1862 est inaugurée la section Mouchard - Andelot - Frasne - Pontarlier assurant la liaison ferroviaire de Paris à la Suisse par le Val-de-Travers.
La construction des lignes fut assez difficile et la nécessité de nombreuses structures d’ingénierie. Afin de ne pas dépasser la pente maximale de 20 ‰ entre Auvernier et le sommet des Bayards, la ligne a dû être percée plusieurs fois dans des éboulements et des tunnels. La construction a coûté quatre vies. Au départ, le PLM était responsable du développement du trafic des trains et fournissait également le matériel roulant. Un peu plus tard, des trains internationaux arrivent de Paris via les Verrières à Neuchâtel.

### La concurrence entre trois sociétés
La liaison entre Neuchâtel et Genève via Lausanne était entre les mains de trois sociétés qui se battaient souvent entre elles :
- Le Franco-Suisse détenait la section de Vaumarcus ;
- la route de Vaumarcus à Versoix appartenait à l'OS ;
- la courte section de Versoix à Genève était entre les mains du Lausanne-Berne-Fribourg-Bahn (LFB).

Les trois chemins de fer suisses de l'Ouest concurrents ont connu des difficultés financières. Une grande partie du trafic en direction de la France a été assurée par le Chemin de fer central suisse (SCB) via son poste frontière de Bâle. Après de longues et difficiles négociations, le FS, l'OS et le LFB fondèrent une coentreprise nommée le 1er janvier 1865 Association des chemins de fer de la Suisse occidentale. La situation financière des trois chemins de fer de Suisse occidentale s'est stabilisée et, à partir de 1868, la communauté des entreprises a pu verser un dividende très modeste chaque année.

### La Guerre de 1870
La Compagnie du chemin de fer du Franco-Suisse a joué un rôle important dans la Guerre de 1870, le grand conflit franco-allemand marqué par une utilisation intensive, côté allemand, du chemin de fer. En janvier et février 1871, l’armée française de l’Est a été cantonnée aux Verrières avec 87 000 hommes sous les ordres du général Bourbaki. Le 22 mars 1871, une unité a été confrontée à une erreur de trajectoire à Colombier: une collision au sein de la gare entre un convoi militaire et un train de marchandises se révèle très violente. Le commandant de peloton et 22 soldats ont été tués, tandis que 72 autres ont été grièvement blessés.

### Les fusions de 1872 puis 1881 puis 1889
Une nouvelle loi fédérale sur les chemins de fer (1872), à résoudre ces problèmes. On établit donc que la Confédération suisse aurait désormais le contrôle de la construction, de la comptabilité, de l’exploitation, du choix des tarifs et du droit d’accorder des concessions. Dans le contexte de cette loi, le 1er janvier 1872, une société anonyme nommé "Suisse-Occidentale (SO)" est formée, fusionnant la FS à l'OS et au LFB. Ainsi est née, avec une longueur de réseau de 315 kilomètres, la plus grande compagnie de chemin de fer de Suisse de l'époque.
La Compagnie de la Suisse occidentale et du Simplon (en abrégé SOS) est ensuite créée en 1881 par la fusion de cette « Compagnie de la Suisse occidentale » et de la Compagnie du Simplon, puis fusionne en 1889 avec la Compagnie du Jura pour former la Compagnie du Jura-Simplon, qui mène jusqu'à la frontière italienne, par l'ambitieux Tunnel du Simplon, sous le Col du Simplon.

### LeXXesiècle
Une loi de rachat des chemins de fer fut en 1897 soumise au référendum. La campagne des promoteurs jouait sur les sentiments nationaux, le slogan : « Les Chemins de fer suisses au Peuple suisse » se révélant efficace. Le référendum fut approuvé par une majorité de deux tiers des votants une année plus tard en 1898. Entre 1900 et 1909, la Confédération prit possession des cinq principales compagnies du réseau suisse pour former les Chemins de fer fédéraux suisses. Le processus d'acquisition commença le 1er janvier 1902 par la reprise de huit compagnies, en particulier trois dees plus importantes de Suisse. L’année suivante, la quatrième grande compagnie s’ajouta à la liste, ainsi que la cinquième le 1er mai 1909.
La compagnie du Chemin de fer Jura-Simplon sera ensuite annexée le 1er mai 1903, en même temps que d'autres compagnies. Les lignes de l'ex-Compagnie du chemin de fer du Franco-Suisse seront alors dans la même entreprise que les autres liaisons jurassiennes, en particulier la Ligne La Chaux-de-Fonds – Le Noirmont – Glovelier, la ligne Le Noirmont – Tramelan – Tavannes et la ligne de Porrentruy à Bonfol. Dans cette partie du réseau suisse, les Chemins de fer du Jura naitront le 1er janvier 1944 de la fusion de quatre compagnies :
- RPB (Régional Porrentruy – Bonfol) ;
- SC (Saignelégier – La Chaux-de-Fonds) ;
- RSG (Régional Saignelégier – Glovelier) ;
- CTN (Chemin de fer Tavannes – Le Noirmont).